# Louis Caravaque
Louis Caravaque noto anche come Caravacque o Karavak (Marsiglia, 31 gennaio 1684 – San Pietroburgo, 9 giugno o 15 giugno 1752 - 1754) è stato un pittore francese.
Louis Caravaque fu attivo soprattutto in Russia. 

## Galleria d'immagini

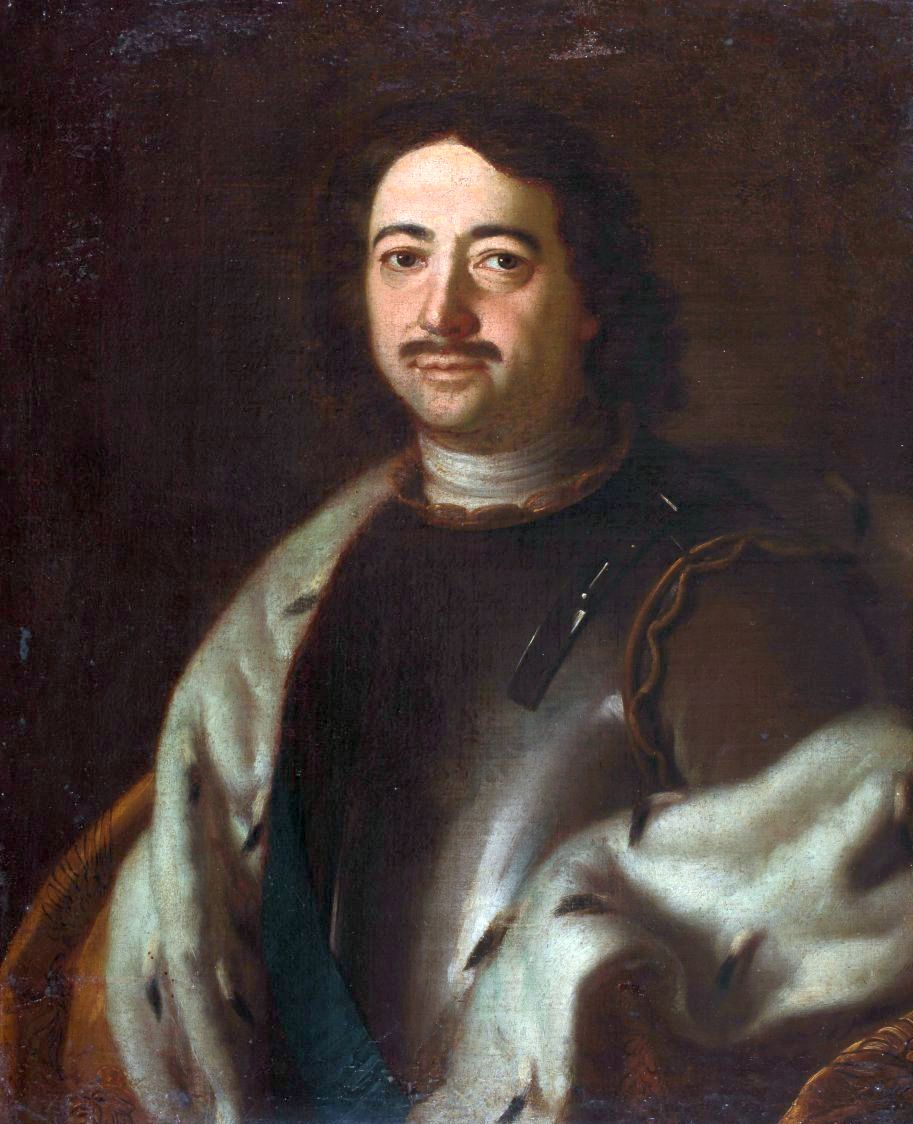
Ritratto di Pietro il Grande.
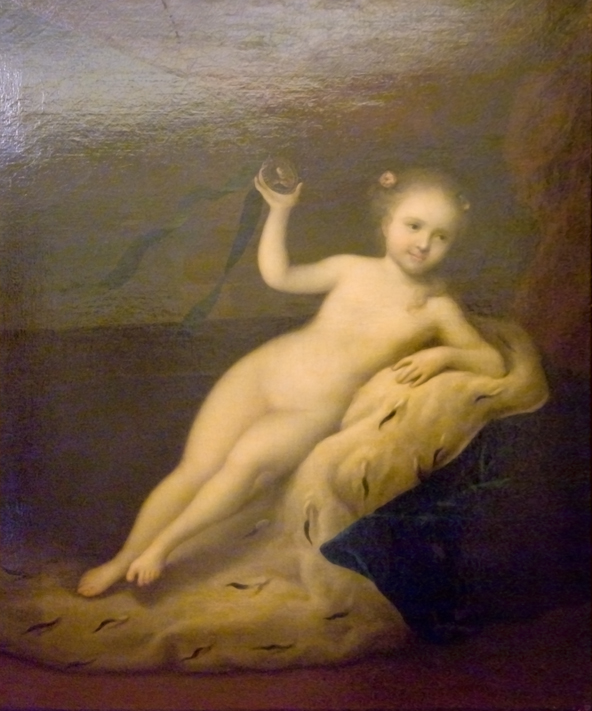
Ritratto della futura imperatrice Elisabetta, come una dea dell'Olimpo. Ora al Museo Russo, San Pietroburgo.
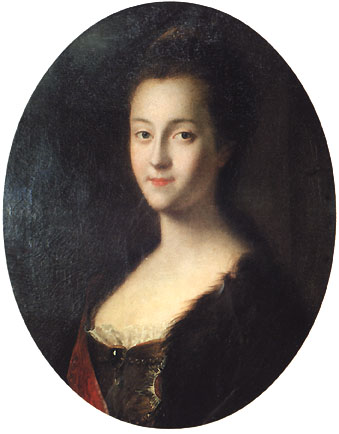
Ritratto di Caterina II di Russia, 1745. Ora al Gatchina Palace.
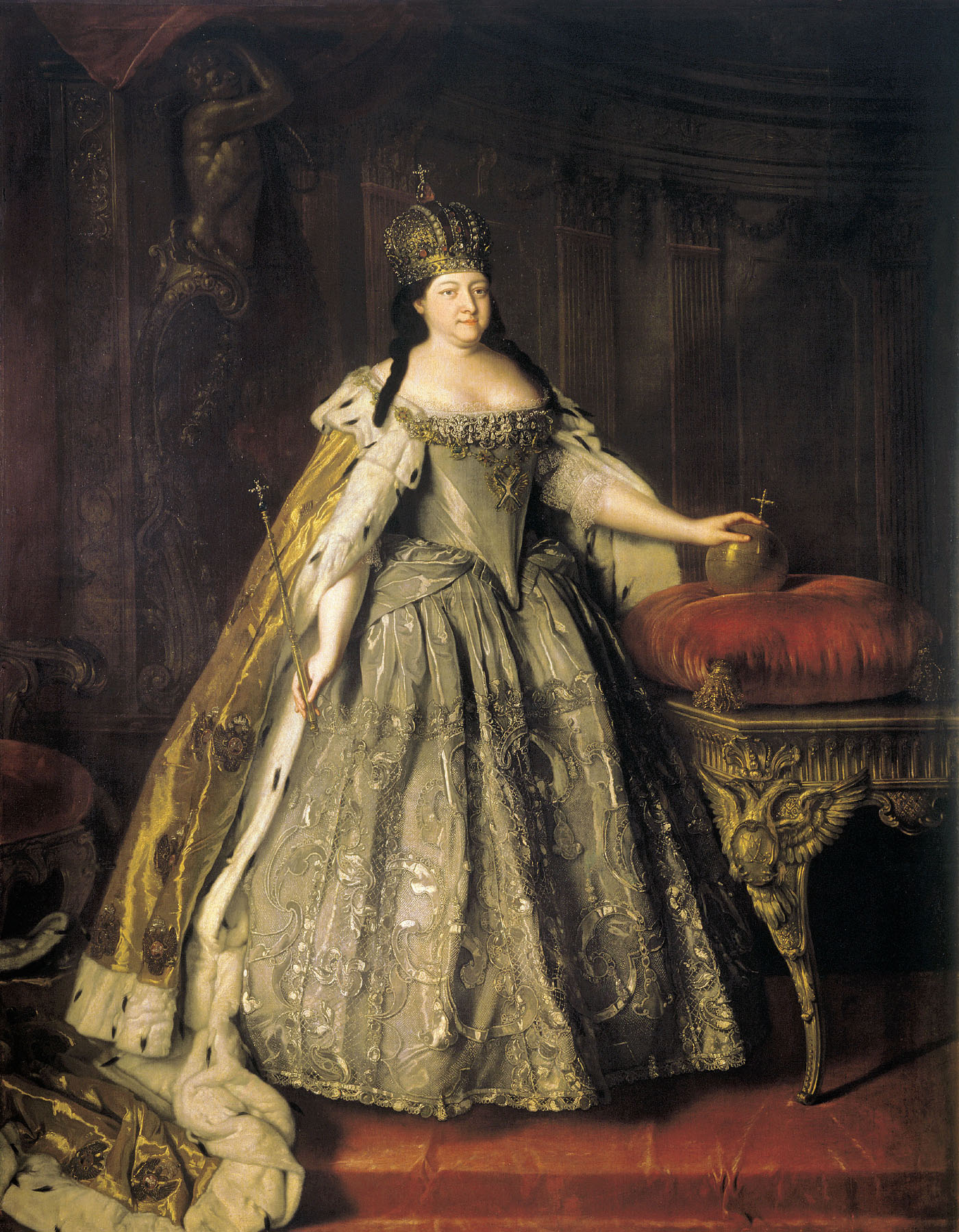
Ritratto dell'imperatrice Anna Ioannovna (1730)